# Anatoli Boukreev
Anatoli Nikoliavich Boukreev (em russo:  Анато́лий Никола́евич Букре́ев, (16 de janeiro de 1958 - 25 de dezembro de 1997) foi um montanhista russo que obteve nacionalidade do Cazaquistão e que escalou sete das 14 (quatorze) montanhas com mais de oito mil metros de altitude  sem suplemento de oxigênio. No total, fez 18 subidas bem sucedidas em picos acima de 8000 m no período de 1989 a 1997. Boukreev desapareceu sob uma avalanche no monte Annapurna.
Boukreev era na comunidade internacional de montanhistas relativamente desconhecido, embora bem sucedido, até à temporada da primavera de 1996, quando escalando o monte Everest, oito pessoas morreram em uma das maiores tragédias na história da escalada desta montanha. O evento foi escrito nos livros Into Thin Air  por Jon Krakauer e The Climb por Boukreev.

## Biografia
Boukreev nasceu em 16 janeiro de 1958 em Korkino, então na República Socialista Federativa Soviética Russa no oblast de Chelyabinsk. Depois de completar o ensino médio em 1975, frequentou a Universidade de Pedagogia de Chelyabinsk, onde se formou em Física e ganhou seu título de bacharel em 1979. Ao mesmo tempo, também completou um programa de treinamento de esqui cross-country.
Após a formatura, com 21 anos de idade, sonhava com montanhas e assim mudou-se para Alma-Ata, capital da República Socialista Soviética do Cazaquistão, localizada perto da cordilheira Tian Shan. Em 1985 uniu-se a uma equipe de montanhismo do Cazaquistão, e em 1991, após a dissolução da união Soviética, adquiriu a cidadania da República do  Cazaquistão.

## O montanhismo

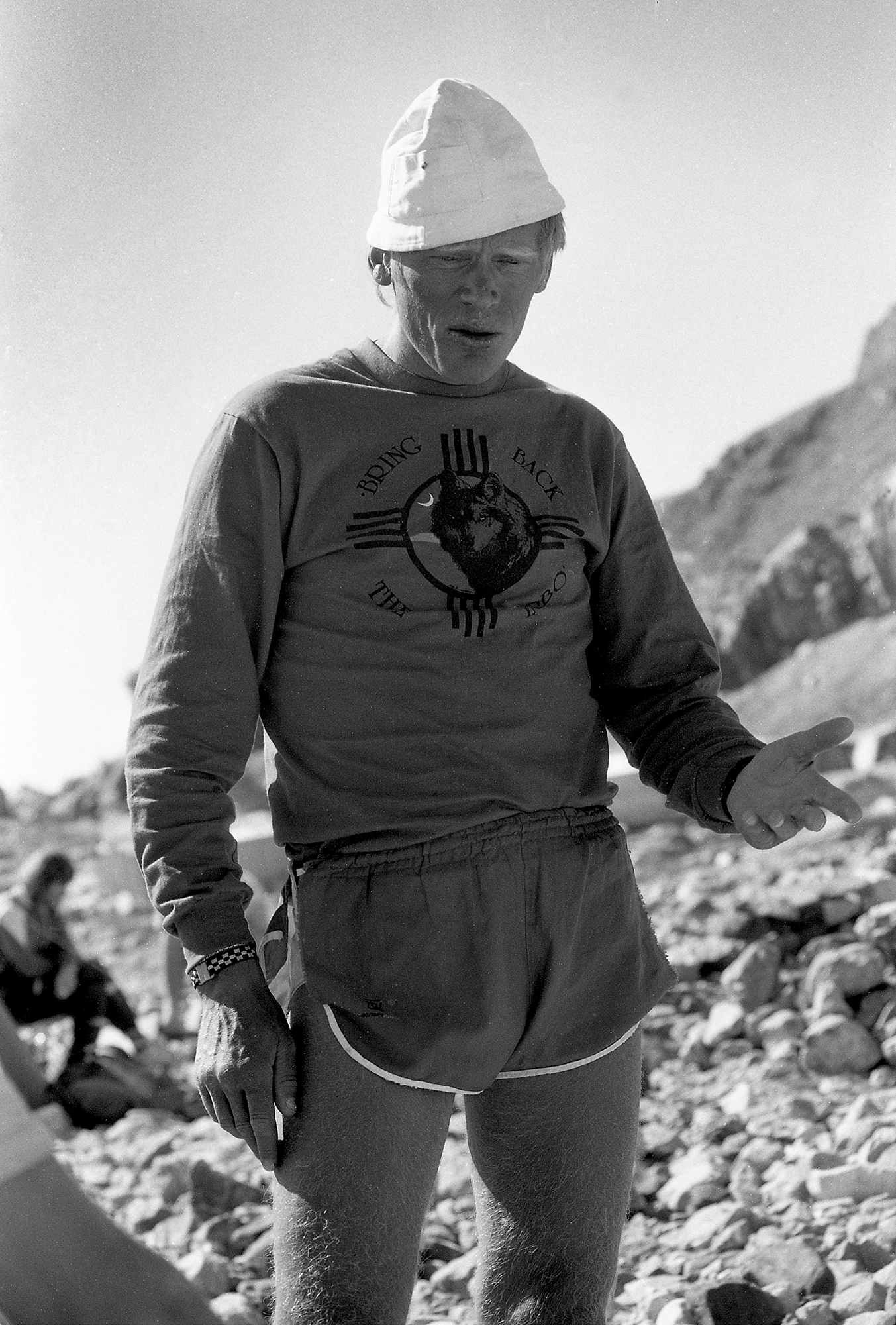
Anatoli Boukreev (1991)

Atinge o seu primeiro grande marco em 1987 com a subida ao primeiro solo do pico Ibn Sina (anteriormente Pico Lenine) de 7137 m. Ele completou outra empresa notável em 1989 com a abertura de uma nova rota no Kangchenjunga (8556 m), com uma expedição soviética, e alguns dias após a primeira travessia, ele escalou todos os quatro picos acima de 8000 metros desta montanha.

## Everest 1996
Em 1996 foi contratado pela associação Mountain Madness como guia e participar na expedição comercial liderada por  Scott Fisher. A expedição foi uma das varias a tentar o cume do Everest no mesmo dia (10 de maio). Em 11 de maio oito alpinistas de várias expedições morreram devido a uma  desastrosa tempestade de neve. Boukreev, já de volta ao último campo, saiu na tempestade e conseguiu encontrar e trazer para segurança três alpinistas perdidos acima de 8000 m. Todos os seis clientes que subiram na expedição com a Mountain Madness sobreviveram ao desastre.
Alguns descrevem os esforços de seu resgate como:
"Um dos mais surpreendentes resgates da história do montanhismo realizado por um homem sozinho, e poucas horas depois de escalar o Everest sem oxigênio.
Outros foram muito mais críticos. Jon Krakauer descreveu seu comportamento no dia do desastre como "extremamente estranho" e afirmou que ele "cortou e correu" ... quando mais importava".
No cerne da controvérsia foi a decisão Boukreev de escalar o cume sem usar oxigênio suplementar (que Krakauer viu como irresponsável por Boukreev ser um guia) e descer até o acampamento na frente de seus clientes ao se aproximar a escuridão e uma nevasca. Ele foi um dos primeiros a chegar ao cume no dia do desastre, e estava de volta à sua tenda as 5:00PM em 10 de maio, horas antes de qualquer outra pessoa em sua equipe. Boukreev explicou que sua retorno antecipado lhe permitiu descansar o suficiente e que, quando a tempestade tinha abrandado em torno da meia-noite, ele foi capaz de fazer uma tentativa de resgate e  trazer vários dos alpinistas ainda perdidos na montanha de volta para a segurança do acampamento.

## Depois do Everest
Em 1996, Boukreev subiu três dos picos acima dos oito mil metros, o Lhotse (solo, estabelecendo um recorde de velocidade), o Cho Oyu juntamente com a terceira expedição do Cazaquistão, e o Shishapangma. No ano seguinte, ele retornou ao Everest e ao Lhotse, escalando o Broad Peak (8047 m) e Gasherbrum II (8035 m).

## Annapurna 1997

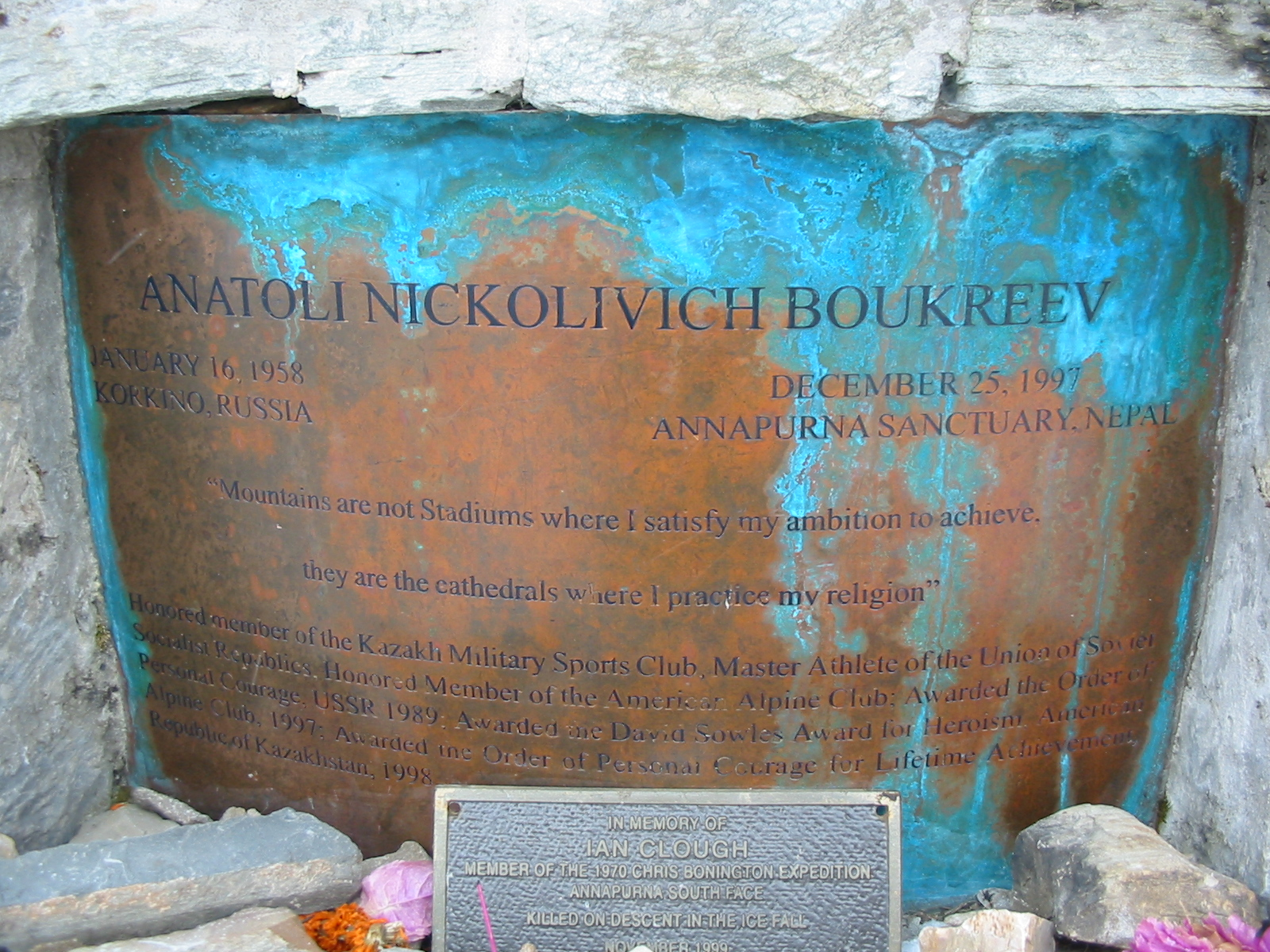
Memorial de Anatoli Boukreev

Em dezembro de 1997 ele tentou a subida do "Annapurna (8091 m), juntamente com o cineasta Dimitri Sobolev e o famoso italiano alpinista Simone Moro por uma nova rota extremamente difícil dadas as condições de inverno.
Em 25 de dezembro, durante as fases iniciais da expedição, a cerca de 5700 metros de altitude, os alpinistas foram arrastados por uma avalanche. Moro, que estava mais cima e já havia atravessado a parte mais perigosa, foi arrastado cerca de 500 metros abaixo. Incapaz de ver ou ouvir qualquer sinal de Boukreev ou Sobolev, Moro desceu ao acampamento base do Annapurna onde ele foi levado de helicóptero de volta para Kathmandu para a cirurgia em suas mãos.
A notícia do acidente chegou ao Novo México em 26 de dezembro. Linda Wylie, a namorada de Boukreev, partiu para o Nepal em 28 de dezembro. Várias tentativas foram feitas para chegar de helicóptero ao local do acidente, mas avalanches e o mau tempo impediram as equipes de busca de alcançar o Acampamento I. Havia alguma esperança de que talvez Boukreev e Sobolev tivessem conseguido alcançar o Acampamento I. Em 3 de janeiro de 1998, a equipe de resgate finalmente foi capaz de chegar a acampamento mas só encontraram a tenda vazia.
Posteriormente, no acampamento base do Annapurna foi construído um chorten em memória de Boukreev, escrevendo nele uma das suas citações.

“
| “ | Montanhas não são estádios onde eu satisfaço a minha ambição, são as catedrais onde eu pratico a minha religião ... Eu vou a elas como os seres humanos vão aos templos. De seus altivos píncaros eu vejo o meu passado, sonho do futuro e, com uma acuidade incomum, eu vivo a experiência do presente momento ... a minha visão clareia, minha força renova. Nas montanhas celebro a criação. Em cada viagem rejuvenesço. | ” |